# Roger Slotte
Pour les articles homonymes, voir Slotte.
Roger Slotte (né le 1er février 1944) est un homme politique ålandais.
Membre du parti Ålandsk Center, il est élu au Lagting, le parlement régional d'Åland, en 2007, puis réélu en 2011,.